# Schloss Ludwigsburg (Rudolstadt)

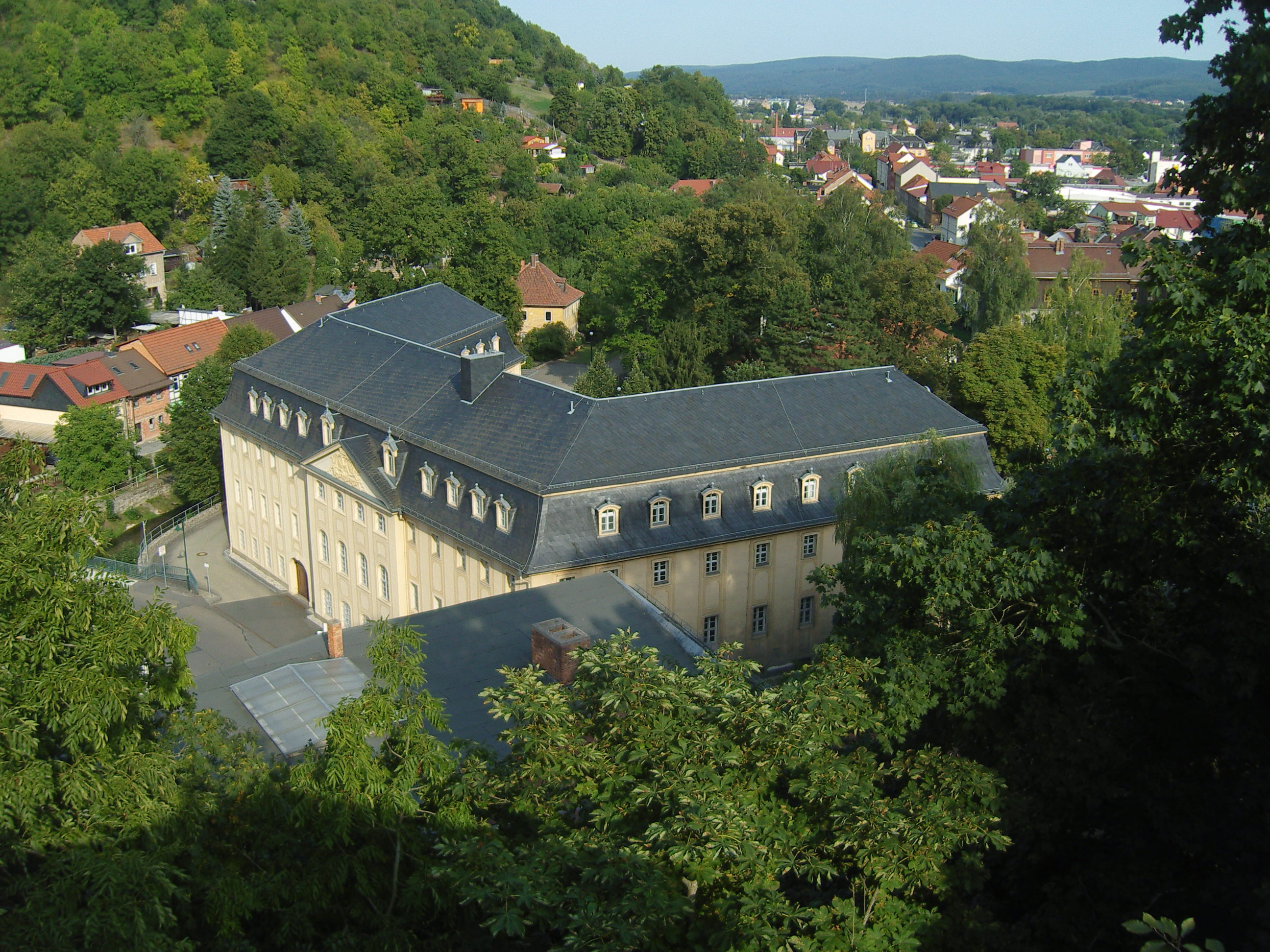
Blick von der Heidecksburg auf Schloss Ludwigsburg

Schloss Ludwigsburg ist ein dreiflügeliges Stadtschloss im thüringischen Rudolstadt.

## Geschichte
Es wurde zwischen 1734 und 1741 unterhalb der Heidecksburg im Stil des Barock errichtet. An dessen Standort befand sich höchstwahrscheinlich eine ältere, 1345 zerstörte Burg, deren noch vorhandener Rundturm der Überlieferung nach 1730 für den Bau des Schlosses gesprengt worden sein soll.
Der architektonisch hervorgehobene Mittelflügel enthält einen sich über zwei Geschosse erstreckenden Rokokosaal mit reichem Wandschmuck.
Das Schloss diente zunächst Prinz Ludwig Günther, dem Onkel von Fürst Johann Friedrich von Schwarzburg-Rudolstadt, als Residenzschloss. Nach dem Tod Johann Friedrichs zog Ludwig Günther 1767 als dessen Nachfolger auf die Heidecksburg. Nach deren Brand diente das Schloss kurzzeitig auch als Residenz derer von Schwarzburg-Rudolstadt.
In der Folge befand sich in dem Schloss die fürstliche Zeichenschule. Zeitweise diente der Bau als Sitzungsgebäude für den Schwarzburg-Rudolstädter Landtag, Museum, Ministerialwohnung, Lehrerseminar und Kinderhort. Bis 1919 war hier das weit über die Grenzen Rudolstadts bekannte Naturalienkabinett untergebracht.
Heute ist das denkmalgeschützte Schloss Sitz des Thüringer Landesrechnungshofes.

## Rezeption
Literarischen Niederschlag fand das Schloss in Schillers Erzählung Herzog von Alba bei einem Frühstück auf dem Schlosse zu Rudolstadt. Im Jahr 1547 (1788).